# Goseong-gun, Södra Gyeongsang
Goseong-gun är en landskommun (gun) i den sydkoreanska provinsen Södra Gyeongsang. Kommunen har 52 420 invånare (2020). Den administrativa huvudorten är Goseong-eup.
Kommunen är indelad i en köping (eup) och tretton socknar (myeon):
Daega-myeon,
Donghae-myeon,
Gaecheon-myeon,
Georyu-myeon,
Goseong-eup,
Guman-myeon,
Hai-myeon,
Hail-myeon,
Hoehwa-myeon ,
Maam-myeon,
Samsan-myeon,
Sangni-myeon,
Yeonghyeon-myeon och
Yeongo-myeon.